# Фред Ванвліт
Фреддерік Едмунд Ванвліт (старший) (англ. Fredderick Edmund VanVleet Sr., нар. 25 лютого 1994, Рокфорд, Іллінойс, США) — американський професійний баскетболіст, розігруючий захисник і атакувальний захисник команди НБА «Торонто Репторз». Чемпіон НБА.

## Ігрова кар'єра
На університетському рівні грав за команду Вічита Стейт(2012–2016). Двічі визнавався найкращим баскетболістом конференції.
На Драфті 2016 року не був вибраний жодною командою. Літню лігу розпочав у таборі «Торонто Репторз», де себе добре зарекомендував, і в липні 2016 року підписав контракт з командою. Дебютував за команду з Торонто 9 листопада 2016 року в матчі проти «Оклахоми». Протягом сезону часто переводився до складу «Репторз 905» з Ліги розвитку.
Наступний сезон провів краще, ніж дебютний, часто посилюючи гру, виходячи з лави для запасних. Був номінований на отримання нагороди Найкращий шостий гравець НБА.

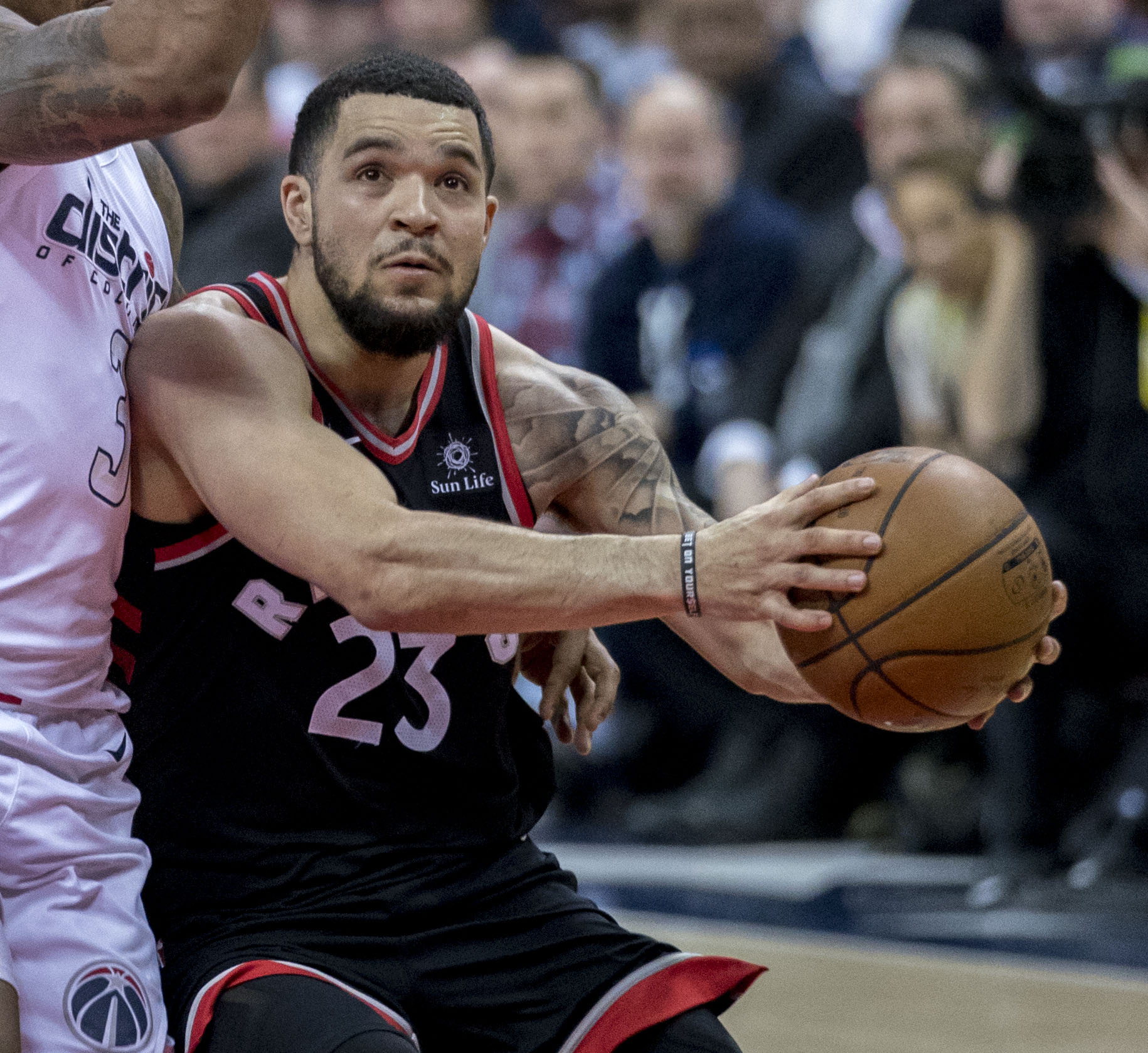
Ванвліт у 2018 році

11 грудня 2018 року в матчі проти «Мілвокі Бакс» зробив рекордні для себе 14 результативних передач. 7 лютого 2019 року в матчі проти «Атланти» набрав 30 очок, що було на той момент його особисти рекордом результативності. У плей-оф допоміг команді дійти до фіналу, де «Торонто» обіграли «Голден-Стейт Ворріорс» і стали чемпіонами.
22 жовтня у матчі-відкритті сезону проти «Нового Орлеану» Ванвліт оновив свій рекорд результативності, набравши 34 очки. 3 серпня 2020 року в матчі проти «Маямі Гіт» набрав уже 36 очок. 
6 січня 2021 року став першим гравцем в історії «Торонто», який влучав триочковий кидок в 39 матчах поспіль. 2 лютого в матчі проти «Орландо» набрав 54 очки, забивши 11 триочкових кидків. Таким чином йому вдалось набрати найбільше очок в одному матчі в історії клубу, обігнавши Демара Дерозана. Загалом серія з триочковими кидками склала 76 матчів.
3 лютого 2022 року вперше у кар'єрі був включений до матчу всіх зірок НБА, ставши лише четвертим незадрафтованим гравцем, якому це вдалося після Джона Старкса (1994), Бена Воллеса (2003) та Бреда Міллера (2003). 3 квітня побив рекорд Кайла Лаурі за кількістю влучних триочкових кидків у одному сезоні «Торонто» (238), закінчивши серію з показником 242.

## Статистика виступів

### Регулярний сезон
| Сезон               | Команда             | GP  | GS  | MPG  | FG%  | 3P%  | FT%  | RPG | APG | SPG | BPG | PPG  |
| ------------------- | ------------------- | --- | --- | ---- | ---- | ---- | ---- | --- | --- | --- | --- | ---- |
| 2016–17             | «Торонто Репторз»   | 37  | 0   | 7.9  | .351 | .379 | .818 | 1.1 | .9  | .4  | .1  | 2.9  |
| 2017–18             | «Торонто Репторз»   | 76  | 0   | 20.0 | .426 | .414 | .832 | 2.4 | 3.2 | .9  | .3  | 8.6  |
| 2018–19             | «Торонто Репторз»   | 64  | 28  | 27.5 | .410 | .378 | .843 | 2.6 | 4.8 | .9  | .3  | 11.0 |
| 2019–20             | «Торонто Репторз»   | 54  | 54  | 35.7 | .418 | .392 | .848 | 3.9 | 6.6 | 1.9 | .3  | 17.6 |
| 2020–21             | «Торонто Репторз»   | 52  | 52  | 36.5 | .389 | .366 | .885 | 4.2 | 6.3 | 1.7 | .7  | 19.6 |
| 2021–22             | «Торонто Репторз»   | 65  | 65  | 37.9 | .403 | .377 | .874 | 4.4 | 6.7 | 1.7 | .5  | 20.3 |
| Усього за кар'єру   | Усього за кар'єру   | 348 | 199 | 28.3 | .404 | .382 | .860 | 3.2 | 4.9 | 1.3 | .4  | 13.7 |
| У матчах всіх зірок | У матчах всіх зірок | 1   | 0   | 9.0  | .500 | .500 | –    | 2.0 | 3.0 | .0  | .0  | 6.0  |

### Плей-оф
| Сезон             | Команда           | GP | GS | MPG  | FG%  | 3P%  | FT%  | RPG | APG | SPG | BPG | PPG  |
| ----------------- | ----------------- | -- | -- | ---- | ---- | ---- | ---- | --- | --- | --- | --- | ---- |
| 2017              | «Торонто Репторз» | 7  | 0  | 4.1  | .667 | .400 | –    | .1  | .6  | .1  | .0  | 2.0  |
| 2018              | «Торонто Репторз» | 6  | 1  | 19.0 | .333 | .286 | .875 | 1.7 | 2.2 | .0  | .0  | 6.8  |
| 2019              | «Торонто Репторз» | 24 | 0  | 24.7 | .392 | .388 | .774 | 1.8 | 2.6 | .8  | .3  | 8.0  |
| 2020              | «Торонто Репторз» | 11 | 11 | 39.1 | .400 | .391 | .840 | 3.9 | 6.9 | 1.6 | .6  | 19.6 |
| 2022              | «Торонто Репторз» | 4  | 4  | 35.0 | .352 | .333 | .833 | 3.0 | 6.3 | 1.8 | 1.0 | 13.8 |
| Усього за кар'єру | Усього за кар'єру | 52 | 16 | 25.1 | .391 | .372 | .814 | 2.2 | 3.5 | .8  | .3  | 10.0 |

## Особисте життя
Батька Ванвліта Фреда Меннінга убили 1999 року. Виховувався матір'ю С'юзан та вітчимом Джо Данфортом. Ванвліт змішаної раси — його батьком був чорним, а мати білою.
20 травня 2019 року під час фіналу Східної конференції у Ванвліта народився син. Він також має брата Дарнелла.